# Magnolia oblonga
Magnolia oblonga este o specie de plante din genul Magnolia, familia Magnoliaceae. A fost descrisă pentru prima dată de Nathaniel Wallich, Joseph Dalton Hooker și Thomas Thomson, și a primit numele actual de la Richard B. Figlar. Conform Catalogue of Life specia Magnolia oblonga nu are subspecii cunoscute.